# Kazimierz Buchman
Kazimierz Buchman (ur. 10 października 1942 w Mokrej Wsi koło Starego Sącza, zm. 30 października 2017 we Wrocławiu) – polski inżynier mechanik, taternik, alpinista, grotołaz, podróżnik. Był wychowawcą młodzieży.

## Życiorys
Był drugim synem Wiktora i Anny z domu Zawilińskiej. W 1945 rodzina przeniosła się z Małopolski na Ziemie Odzyskane do Jarnołtówka koło Głuchołazów. Ukończył Technikum Przemysłu Leśnego w Sobieszowie. Studia na Wydziale Mechanicznym Politechniki Wrocławskiej ukończył w 1969, a w 1975 uzyskał stopień doktora nauk technicznych. Pracował w Zakładzie Konstrukcji Obrabiarek w Instytucie Technologii Maszyn i Automatyzacji Politechniki Wrocławskiej. Zajmował się wymianą ciepła w procesie skrawania. Posiadał zastrzeżenie patentowe na urządzenie do pomiaru współczynnika przekazywania ciepła.
Od 1992 pracował także w Technikum Kolejowym we Wrocławiu, gdzie propagował wśród młodzieży pasje turystyczne. 
W latach 2014 i 2015 prowadził trzydniowe „Spotkania ze speleologią – warsztaty linowe” dla XVII i XVIII Dolnośląskiego Festiwalu Nauki. Wziął także udział w XIV Festiwalu w 2011.
Jest autorem podręcznika Wspinaczka linowa – Alpinizm przemysłowy.

## Działalność górska i jaskiniowa
Był członkiem i uczestnikiem wypraw jaskiniowych Sekcji Grotołazów Wrocław od 1962. Był prezesem Sekcji w kadencji 1965–1966. Równocześnie był członkiem zwyczajnym i członkiem honorowym Wrocławskiego Klubu Wysokogórskiego, a także członkiem Speleoclubu Wrocław. W początku XXI wieku prowadził Klub Speleologiczny Politechniki Wrocławskiej. Był starszym instruktorem jaskiniowym Polskiego Związku Alpinizmu.
W 1976 uczestniczył w kierowanej przez Jerzego Masełko wyprawie Sekcji na dno jaskini Racascmarca w Peru. W masywie Cordillera Vinococha odkryto wtedy siedem jaskiń powyżej wysokości 4500 m. Jedną z nich (na wysokości 4530 m) nazwano Cueva de Wrocław. W 1980 był członkiem wyprawy w okolice masywu Triglavu w Słowenii. W 1981 był kierownikiem wyprawy Sekcji do Jaskini Śnieżnej.
W 1993 we wrocławskim Technikum Kolejowym założył Klub Traperów, który przenosząc się na Politechnikę Wrocławską został przekształcony w uczelnianą Sekcję Wspinaczki Linowej, której był wykładowcą i trenerem. Był projektantem pierwszej wrocławskiej ścianki wspinaczkowej w 1994.
W 2014 kierował wyprawą Klubu Speleologicznego Politechniki Wroclawskiej do jaskini Dalovica Pecina w Czarnogórze. Uczestniczył w filmie Mochutni o rekonstrukcji historycznych technik wykorzystywanych w taternictwie jaskiniowym. Film ten został zakwalifikowany do konkursu 12. Krakowskiego Festiwalu Górskiego.
Był doradcą organizatorów wypraw górskich. W 2014 roku środowisko grotołazów wrocławskich zorganizowało obchody jubileuszu 50-lecia jego działalności. Powstał film okolicznościowy 50 lat w Jaskiniach – Kazimierz «Kaziu» Buchman autorstwa Małgorzaty Maciaś i Andrzeja Żaka.

Powiedzieć „grotołaz” – mało, „człowiek gór” – to chyba lepiej oddaje, kim był dla naszego środowiska. Kiedy przestał się wspinać i chodzić po jaskiniach, wciąż wprowadzał młodych ludzi w świat, gdzie grawitacja niby działa, ale „tak jakoś inaczej, bo przecież nie spadam”, gdzie jest deszcz, ale nie ma chmur, gdzie kwestia „…ale siódma rano czy siódma wieczorem?” jest umowna.

Jako podróżnik odwiedził wiele krajów na 5 kontynentach, w tym Chiny, Maroko, Izrael, Mongolię, Gwatemalę, Belize, Salwador, Indie, Etiopię, Birmę, Syrię, Meksyk, Peru, Spitsbergen. Wiele z tych wypraw odbył z żoną. Opracował program pielgrzymki na Białoruś i Litwę „Śladami Sługi Bożego ks. Aleksandra Zienkiewicza”. Po ciężkiej operacji, jaką przeżył w 2012, wziął jeszcze udział w ośmiu wyprawach, między innymi do Sri Lanki, Pompei i Ziemi Świętej.

## Inne informacje
Kilkakrotnie szkolił ratowników górniczych KGHM. Prowadził własną pasiekę, posiadał tytuł Mistrza Pszczelarstwa. Wykonał napędy elektryczne do dzwonów w 30 kościołach w Archidiecezji Wrocławskiej.
Został pochowany na Cmentarzu Świętej Rodziny przy ul. Smętnej we Wrocławiu (pole 3, rząd 11, grób 1). Jest wspominany jako „opiekun wrocławskiego środowiska jaskiniowego, wychowawca wielu pokoleń wspinaczy, grotołazów”.